# Gopha melanitis
Gopha melanitis är en fjärilsart som beskrevs av William Schaus 1939. Gopha melanitis ingår i släktet Gopha och familjen tandspinnare. Inga underarter finns listade i Catalogue of Life.